# 近衛維子
近衛維子（寶曆9年十二月初九（1760年12月6日）－天明3年十月十二日（1783年11月6日）），為後桃園天皇的女御。關白太政大臣近衛內前之女。其弟為右大臣近衛經熙。
明和5年（1769年）11月，和當時的皇太子英仁親王（之後的後桃園天皇）結婚。明和7年（1770年），因英仁親王即位成為天皇，於是在安永元年（1772年）12月女御宣下。
安永8年（1779年）1月產下第一皇女欣子內親王，同年6月得到准三后的地位。同年11月後桃園天皇崩御。而後桃園天皇生前除了欣子內親王以外，沒有遺下任何子女，因此由閑院宮家的典仁親王之第六王子－祐宮師仁親王（之後的光格天皇）認近衛維子為養母，以繼承皇位。
安永10年（1781年）3月，成為皇太后，並以新帝嫡母的身分輔佐光格天皇，天明3年10月12日（1783年11月6日），皇太后近衛維子崩御。享年24歲。同日追贈其女院的身分，號盛化門院。陵墓位在京都府京都市東山區的月輪陵。